# Francesco Masciarelli
Francesco Masciarelli (Pescara, 5 maggio 1986) è un ex ciclista su strada italiano, professionista dal 2007 al 2012.

## Carriera
Cresciuto insieme ai fratelli maggiori Andrea e Simone nelle giovanili dell'Acqua & Sapone-Caffè Mokambo gestita dal padre Palmiro, passa fra i professionisti a partire dalla stagione 2007. Nell'arco di due anni si aggiudica il Giro del Giappone 2007 e, battendo Filippo Pozzato e Danilo Di Luca grazie ad uno scatto a 3 chilometri dal traguardo, il Giro del Lazio 2008.
Nel 2010 arriva un altro successo, quello in solitaria nella quinta tappa del Giro del Mediterraneo, sul Mont Faron. Al termine dell'anno lascia la squadra del padre e si trasferisce a correre per il team ProTour Astana.
La stagione 2012, malgrado cominci con grandi aspettative sul suo conto, segna una collezione di prove deludenti, con svariati ritiri e la mancata partecipazione al Giro d'Italia. Nel giugno dello stesso anno annuncia il suo ritiro dalle corse, a seguito dell'insorgere di un tumore benigno all'ipofisi che gli causa pesanti scompensi ormonali sotto sforzo, impedendogli di rendere al meglio in gara.

## Palmarès
- 2007

2ª tappa Giro del Giappone
5ª tappa Giro del Giappone
Classifica generale Giro del Giappone
- 2008

Giro del Lazio
- 2010

5ª tappa Tour Méditerranéen (La Ciotat > Marsiglia Mont Faron)

### Altri successi
- 2011

Classifica giovani Giro di Padania

## Piazzamenti

### Grandi giri
- Giro d'Italia

2009: 17º
2010: ritirato (8ª tappa)
2011: non partito (17ª tappa)